# Innocenty Święcicki
Innocenty Ludwik Święcicki (ur. 17 czerwca 1921 w Łodzi, zm. 14 kwietnia 2016, tamże) – polski prawnik, ekonomista, działacz społeczny, radny Rady Miejskiej w Łodzi (1990–1998).

## Życiorys
Ukończył naukę w gimnazjum Aleksego Zimowskiego w Łodzi, a następnie w Państwowym Humanistycznym Gimnazjum i Liceum Męskim im. Stefana Żeromskiego przy ul. Ewangelickiej (obecnie ul. F. D. Roosevelta) w Łodzi. Podczas II wojny światowej wyjechał z Łodzi, pracował jako robotnik rolny, pracownik tartaku, robotnik w zakładach BMW w Warszawie oraz nauczyciel tajnego nauczania na terenie województwa łódzkiego (1940–1945).
Po wojnie powrócił do Łodzi, gdzie podjął pracę jako naczelnik wydziału, a następnie Kierownik Zespołu Ekspertów Biblioteki Uniwersytetu Łódzkiego. W 1948 ukończył studia prawnicze i ekonomiczne na Uniwersytecie Łódzkim. Na studiach działał w kole naukowym „Bratniak”. Następnie pracował jako ekspert bankowy w Centrali Banku Inwestycyjnego oraz jako nauczyciel w Technikum Budowlanym. W 1963 został pracownikiem Wojewódzkiej Komisji Planowania przy Prezydium Wojewódzkiej Rady Narodowej miasta Łodzi, w ramach której pracował jako generalny projektant zagospodarowania przestrzennego Bełchatowskiego Okręgu Przemysłowego. Pod jego kierunkiem powstał plan zagospodarowania BOP, zatwierdzony przez Radę Ministrów. Następnie zajmował się sprawami z zakresu budownictwa w bankach w Łodzi oraz był pracownikiem Zjednoczenia Gospodarki Komunalnej m. Łodzi oraz ponownie projektantem Wojewódzkiej Komisji Planowania. W 1982 przeszedł na emeryturę. Następnie dorywczo pracował jako starszy specjalista w Miejskim Przedsiębiorstwie Elementów Budowlanych i starszy specjalista biura planowania regionalnego podległego Rządowemu Centrum Planowania Strategicznego. W latach 1980–1981 pracował w zespole doradczym ds. „Solidarność” prowadzonym przez Romualda Kukołowicza, Był członkiem zarządu skarbnikiem (1994–2004) Związku Gmin Regionu Łódzkiego.
Był przewodniczącym Rady Zakładowej Pracowników Banku Inwestycyjnego Oddziału Wojewódzkiego w Łodzi (1956–1961), przewodniczącym Komisji Rewizyjnej Klubu Inteligencji Katolickiej w Łodzi (1989–2001), przewodniczącym Rady Pracowniczej przy Miejskim Przedsiębiorstwie Elementów Budowlanych w Łodzi (1985–1989). W 1990 został wybrany do Rady Miejskiej w Łodzi, w której działał przez 2 kadencje w latach 1990–1998. Jako radny kierował pracami Komisji Finansów i Budżetu, przewodniczył też Komisji Nagród, był członkiem Komisji Rozwoju i Działalności Gospodarczej.

### Życie prywatne
Był synem ekonomisty – Ludwika Święcickiego i Wacławy Święcickiej, z domu Strupczewskiej. Jego żoną była Ada Zofia Święcicka z domu Kuhn (1923–2015). Pochowany w części rzymskokatolickiej Starego Cmentarza w Łodzi.
Święcicki od dzieciństwa do końca życia przyjaźnił się z Karlem Dedeiciusem.

## Wyróżnienia
- Krzyż Kawalerski Orderu Odrodzenia Polski[3][4],
- Krzyż Oficerski Orderu Odrodzenia Polski (2008)[3][6][2][4],
- Odznaka Honorowa Samorządu Łódzkiego[6][2][4],
- Srebrny Krzyż Zasługi[4],
- Nagroda Miasta Łodzi[6],
- I nagroda Centrali Banku Inwestycyjnego w konkursie na najlepsze opracowanie ekonomiczne w kraju za opracowanie pt. „Ocena zdolności produkcyjnych i wykorzystywania zaplecza produkcyjno-usługowego przedsiębiorstw budowlano-montażowych województwa łódzkiego”[4].